# Kanton Rodez-Nord
Rodez-Nord is een voormalig kanton van het Franse departement Aveyron. Het kanton maakte deel uit van het arrondissement Rodez. Het werd opgeheven bij decreet van 21 februari 2014 met uitwerking op 22 maart 2015.

## Gemeenten
Het kanton Rodez-Nord omvatte de volgende gemeenten:
- Onet-le-Château
- Rodez (deels, hoofdplaats)
- Sébazac-Concourès